# Velarifictorus cuon
Velarifictorus cuon är en insektsart som beskrevs av Andrej Vasiljevitj Gorochov 2001. Velarifictorus cuon ingår i släktet Velarifictorus och familjen syrsor. Inga underarter finns listade i Catalogue of Life.